# Lotio alba
Lotio alba (loção alba, loção branca) é uma suspensão composta por sulfato de zinco, sulfeto de potássio e água. Na medicina é utilizada como anti-seborréico e no tratamento da acne.
A loção branca deve ser armazenada em vidro âmbar e protegido da luz.